# Prélude et fugue en ré dièse mineur (BWV 877)
Le Clavier bien tempéré II
Pour un article plus général, voir Le Clavier bien tempéré.
Le prélude et fugue en ré-dièse mineur, BWV 877 est le huitième prélude et fugue extrait du second livre du Clavier bien tempéré de Jean-Sébastien Bach, compilé de 1739 à 1744.
Le prélude aux amples proportions, est une sonate de forme bipartite. La fugue à quatre voix, qui possède un long sujet, est de caractère tourmenté et pesant, tout à la fois sérieuse et la plus méditative de tout le Clavier bien tempéré. Les deux pièces d'une grande concentration sont parmi les moins joués, mais un des monuments du recueil.

## Prélude
NB : pour éviter les doubles-dièses les exemples sont présentés en mi  mineur, tonalité enharmonique. Il est d'ailleurs difficile d'expliquer pourquoi, contrairement au premier livre où il avait choisi le mi  mineur, il prend pour le second volume cette tonalité de ré , obligeant à l'usage des doubles-dièses ; excepté une conception originale en ré mineur.
Le prélude, noté  totalise 36 mesures.
C'est une invention à deux voix, mais avec reprises (AA — BB : 16 mesures dans la première section et 20 dans la seconde), comme une dizaine d'autres dans le second livre et proche de l'invention en mi majeur, mais plus développé. Le thème utilisé ici est sur deux mesures et constitué de deux éléments : un escalier de doubles-croches montantes puis descendantes en gamme, et une mélodie en croches ornées qui tombent sur la dominante, comme la fin de la première partie, la  majeur (ou si  majeur).
À la fin du prélude, « la dernière note expire comme dans un soupir ».

## Fugue
La fugue à quatre voix, est notée  et totalise 46 mesures. 
C'est l'« une des plus méditatives de Bach ». Le sujet en lui-même est lent et lourd : il frappe trois fois la tonique avant de se hisser jusqu'à la quinte « en prenant son élan à trois reprises » pour retomber jusqu'à la tonique. Aucun silence, gravité du propos : la fugue s'annonce sérieuse. Dans l'écriture, Bach offre une liberté avec la barre de mesure semblable à la fugue en fa-dièse mineur du premier livre.

Quelques éléments de traitement archaïque, laisse supposer une origine ancienne de cette fugue, similaire à plusieurs du premier livre. Mais la date de compilation du cahier correspond aussi à l'intérêt de Bach pour ce style — qui apparaît notamment dans L'Art de la fugue qui comprend un certain nombre d'éléments stylistiques comparables (dans la même tonalité de la composition d'origine, ré mineur). La seule difficulté de la tonalité en font un des diptyques les moins joués, ce que renforce la difficulté des quatre parties très dense de cette fugue, d'une structure un peu diffuse. Le modèle stylistique est celle d'une œuvre a cappella.
L'articulation de la fugue est dissimulée par le soin calculé que prend Bach à faire se chevaucher les entrées du sujet avec les cadences pour éliminer les articulations évidentes.
Dans l'exposition les voix enchaînent le sujet et sa réponse dans l'ordre, alto, ténor, basse, soprano.

Le contre-sujet apporte un élément très contrasté, par rapport au sujet (bien qu'issus d'un motif du sujet en diminution), et n'apparaît que dans la première partie de la fugue (jusqu'à la mesure 23).

À partir de la mesure 15, le sujet apparaît plusieurs fois sous une forme altérée.

La fin de la fugue, la basse redonne le sujet, accompagnée seulement d'accord par les autres voix (mesures 40–41). La pièce aurait pu s'arrêter là, mais Bach redonne une dernière fois le sujet au soprano, pendant que le ténor chante le renversement du comes (mesures 43–44). Cette subtilité semble quelque peu hors de propos, dans la mesure où le renversement du sujet n'apparaît pas antérieurement. Peut-être Bach a-t-il découvert tardivement cette possibilité, l'ajoutant après coup. L'avant dernière mesure présente un accord rare de sixte allemande.

## Genèse
Selon Keller, ce prélude est une transcription d'un état antérieur en ré mineur. Pour ce qui est du style le rapprochement est fait avec l'invention en mi majeur BWV 777, où interviennent ces mêmes triples croches et surtout la même découpe bipartite.

## Manuscrits
Les manuscrits considérés comme les plus importants sont de la main de Bach lui-même ou d'Anna Magdalena. Ils sont :
- source « A », British Library Londres (Add. MS. 35 021), compilé dans les années 1739–1742[11]. Comprend 21 paires de préludes et fugues : il manque  ut  mineur, ré majeur et fa mineur (4, 5 et 12), perdues[11] ;
- source « B », Bibliothèque d'État de Berlin (P 430), copie datée de 1744, de Johann Christoph Altnikol[12].

## Postérité
Mozart a donné une transcription de cette fugue à quatre voix, K.405/4 (1782) avec quatre autres, pour quatuor à cordes.
Théodore Dubois en a réalisé une version pour piano à quatre mains, publiée en 1914.